# Караваєві Дачі
Карава́єві Да́чі (приблизно до середини XX ст. Карава́євські Да́чі) — історична місцевість, житловий масив міста Києва, розташований між Шулявкою та Відрадним — обмежений вулицями Академіка Янгеля, Сім'ї Бродських, Гарматною, Відрадним проспектом і залізницею.

## Історія
Із середини ХІХ століття тут розміщувався «Деревний розсадник». 1872 року відомий київський хірург-офтальмолог, професор Володимир Караваєв придбав частину Кадетського гаю, яка виявилася «відрізаною» від основної частини внаслідок прокладання залізниці. Після смерті Володимира Караваєва його дочка, Ольга Караваєва-Колчакова, розділила володіння (понад 30 га) на 238 ділянок і протягом 1903–1908 років розпродала їх під приватні садиби. Із 1914 року місцевість, за якою закріпилася назва Караваєвські Дачі, увійшла до меж Києва.
На Караваєвських дачах жив повний тезко Володимира Караваєва — український ентомолог професор Володимир Опанасович Караваєв (1864–1939), директор Зоологічного музею УАН. За деякими даними, він був онуком хірурга Караваєва.
Територія між теперішньою вулицею Комбайнерів і станцією Київ-Волинський забудована у 1930—40-х роках і подекуди фігурує як Новокараваєвські (Новокараваєві) Дачі. Майже всю забудову 1-ї третини XX століття на Караваєвських Дачах знесено в 1970—80-х роках. З початку ХХ століття до 1931 року в селищі існувала Преображенська церква.
Караваєвські (Караваєві) дачі в Києві були також у місцевості Звіринець, одна з вулиць у цій місцевості мала назву Печерсько-Караваєвська.

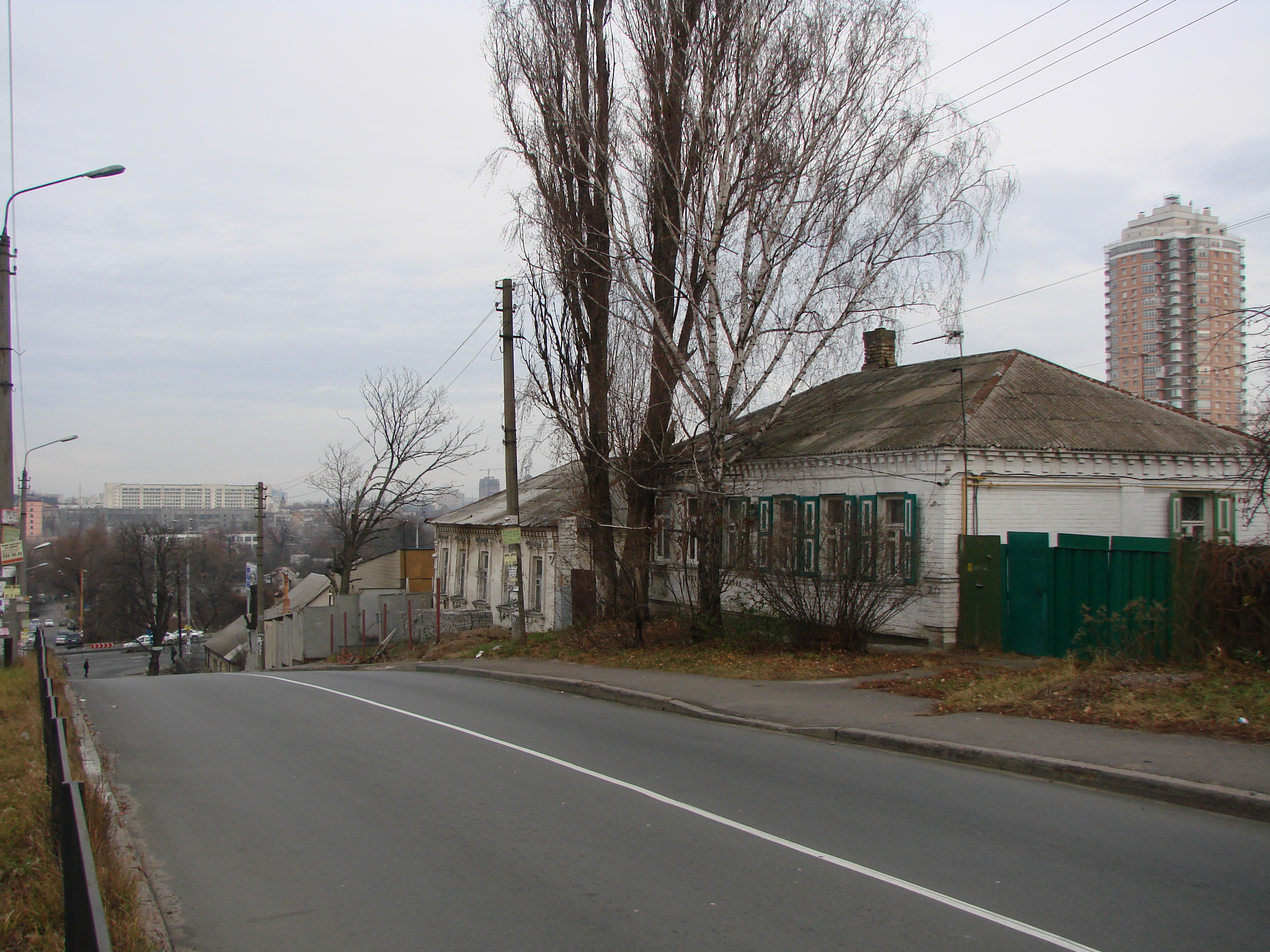
Караваєві дачі: Польова вулиця та її стара забудова